# Oncidium forbesii
O Oncidium forbesii é uma espécie de orquídeas do gênero Oncidium também chamado de dama dançante por causa do seu labelo que se assemelha a uma bailarina, da subfamília Epidendroideae, da família das Orquidáceas.

## Habitat
Esta especie é nativa do sudeste do Brasil no estado de Minas Gerais. Orquídea epífita que se desenvolve em áreas quentes e úmidas tais como bosques de montanha baixa.

## Descrição
O Oncidium forbesii é uma orquídea epífita com pseudobulbos cilíndricos achatados lateralmente e que saem apicalmente duas folhas estreitas e coriáceas oblongo linguladas, no seu centro sai uma haste floral de numerosas flores de tamanho grande.
Possui vários ramos florais paniculados. Flores de várias tonalidades de marrom com grande mancha amarela no labelo.

## Cultivo
Tem preferência por ar úmido, com muita claridade ou com sombra moderada. Pode-se por no exterior como os Cymbidiums para estimular a floração. No inverno, manter o substrato seco com poucas regadas. 
Florescem de Janeiro a Fevereiro no seu habitat. No hemisferio norte, no outono e no inverno.